# Сикоку
Сико́ку (яп. 四国, «четыре области») — четвёртый по площади и населению остров из крупнейших японских островов, а также один из регионов Японии.
С островом Хонсю Сикоку соединён тремя системами мостов.

## Этимология
Название происходит от японских слов си — «четыре», коку — «провинция по старому административному делению» (ныне — историческая область), то есть «четыре провинции». Слово «Сикоку» имеет двойную смысловую нагрузку. В узком смысле им обозначают лишь остров Сикоку. В широком смысле — регион Сикоку (四国地方 Сикоку-тихо:), который включает в себя помимо собственно острова Сикоку соседние малые острова. В древности регион Сикоку входил в состав Региона южного моря.

## География
Является пятидесятым по размеру островом в мире.
Рельеф острова преимущественно гористый. Горы, которые тянутся с запада на восток, делят Сикоку на два субрегиона. Первый, северный, выходит на Внутреннее Японское море, а второй, южный — на Тихий океан. Наивысшей точкой Сикоку является гора Исидзути (высота 1982 м) в префектуре Эхиме. В районе побережья преобладают равнины, крупнейшей из которых является Токусимская. Речная сеть острова густая. Река Йосино, протяжённость которой составляет 194 км, является самой крупной водной артерией острова.
Климат Сикоку отличается в зависимости от субрегиона. В северной части преобладает средиземноморский, а в южной — субтропический муссонный климат.
Осадки бывают частыми, особенно летом во время прихода тайфунов. Благодаря им обогащаются леса Сикоку.
| Т И Х И Й О К Е А Н ВНУТРЕННЕЕ ЯПОНСКОЕ МОРЕ Ува (море) Харима (море) Хиути (море) Иё (море) Бунго (пролив) Наруто (пролив) Кии (пролив) Залив Тоса Г О Р Ы С И К О К У ГОРЫ САНУКИ Исидзути Сасагаминэ Камэгамори Миунэ Цуруги Рюо р.Ёсино р.Доки р.Нака р.Сигенобу р.Хидзи р.Монобэ р.Ниёдо р.Симанто равнина Токусима равнина Мацуяма равнина Сануки Коти (равнина) Мацуяма Хиросима Такамацу Токусима Коти Окаяма ЭХИМЭ КОТИ ТОКУСИМА КАГАВА п-ов.Садамисаки п-ов.Таканава о.Авадзи |
| Физическая карта Сикоку |

## История
В древние времена остров носил названия Иё-но-футана-сима (伊予之二名島), Иё-сима (伊予島) и Футана-сима (二名島). Современное название отражает тот факт, что на острове находились четыре исторические области — Ава, Иё, Сануки и Тоса.
В результате административной реформы 1871—1876 гг. Тоса, Ава, Сануки и Иё были преобразованы соответственно в префектуры Коти, Токусима, Кагава и Эхимэ.
Издавна Сикоку известен 88-ю паломническими храмами, которые связываются с деятельностью полулегендарного буддистского монаха Кукая.

## Демография
На острове Сикоку проживает 3 981 517 человек (2010), большая часть населения — в северных районах. Крупнейшими городами являются центры префектур — Мацуяма, Такамацу, Токусима, Коти. Сикоку страдает от проблемы старения населения. Значительная часть молодёжи покидает остров, переезжая в Токио или Осаку.

## Административное деление
В регион Сикоку входят четыре префектуры:
| № | Префектура | Административный центр | Население, чел. (2010) | Площадь, км² | Плотность, чел./км² |
| - | ---------- | ---------------------- | ---------------------- | ------------ | ------------------- |
| 1 | Токусима   | Токусима               | 784 493                | 4 146,59     | 189,19              |
| 2 | Кагава     | Такамацу               | 995 465                | 1 876,52     | 530,48              |
| 3 | Эхимэ      | Мацуяма                | 1 430 086              | 5 677,95     | 251,87              |
| 4 | Коти       | Коти                   | 771 473                | 7 105,15     | 108,58              |
|   | Всего      |                        | 3 981 517              | 18 806,21    | 211,71              |

## Экономика

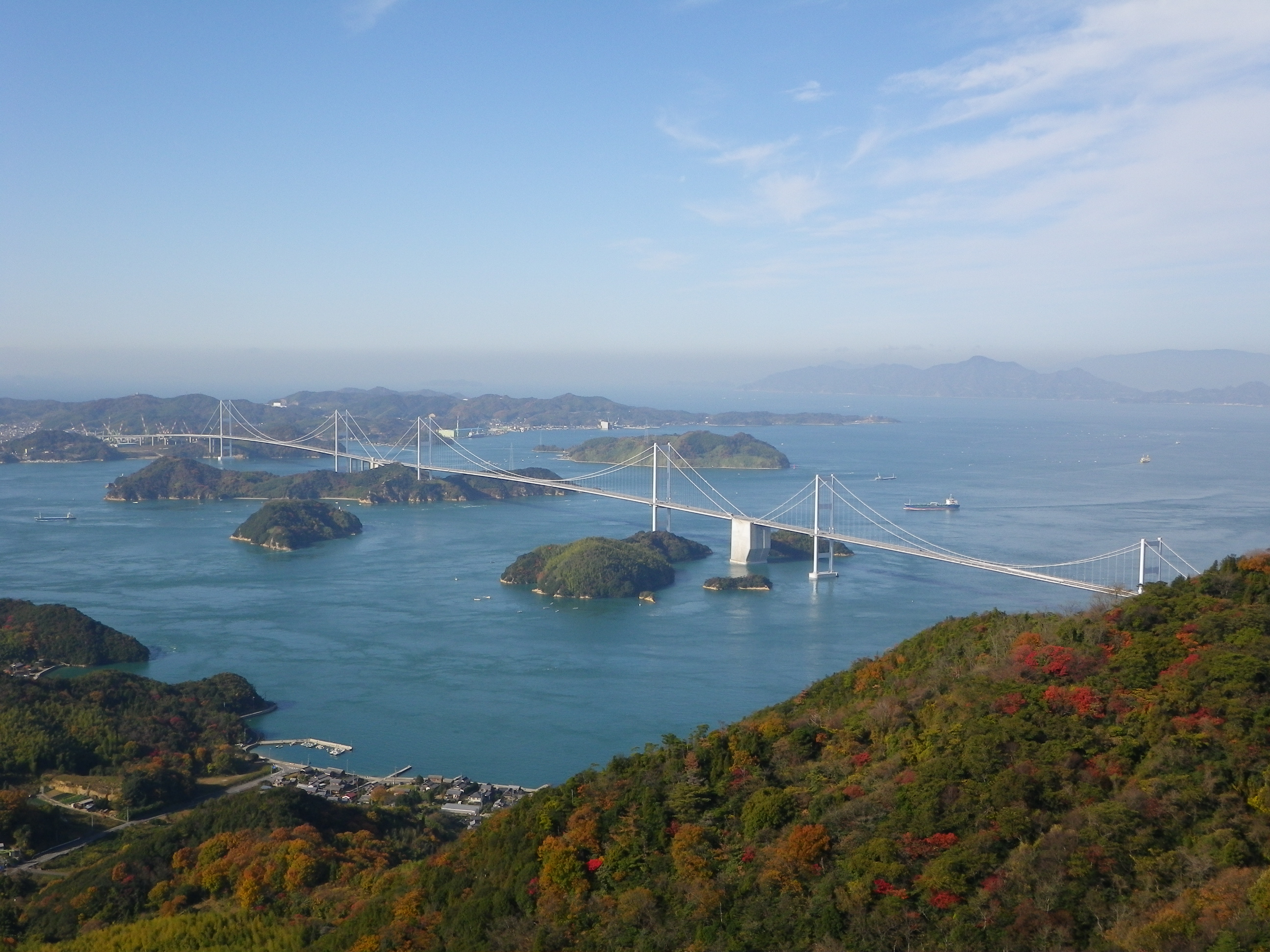
Мост Курусима-Кайкё, пересекающий пролив между островами Сикоку и Осима

Доля хозяйства Сикоку в экономике страны не превышает 3 %. Остров не является экономически интегрированным. Префектура Эхимэ имеет тесные связи с Хиросимой, префектура Токусима — с Осакой, а префектура Кагава — с Окаямой. Северная часть острова, преимущественно побережье Внутреннего Японского моря, является центром тяжёлой промышленности и кораблестроения. На юге Сикоку преобладает сельское хозяйство. Среди выращиваемых культур важное место принадлежит мандаринам и винограду. Благоприятный климат в южных районах острова даёт возможность собирать урожай риса дважды в год.
В 1988 году была построена система мостов Сэто, которая соединила Сикоку с островом Хонсю и ускорила экономическую интеграцию острова с центральными японскими землями. В дальнейшем были построены ещё две системы в других частях острова. Моста, соединяющего Сикоку с островом Кюсю, пока что нет. Из-за горного рельефа о́строва дорожная сеть развита недостаточно.

## Спорт
На острове регулярно проходят ралли для электромобилей Shikoku EV Rallye.